# Jaroslav Tkáč

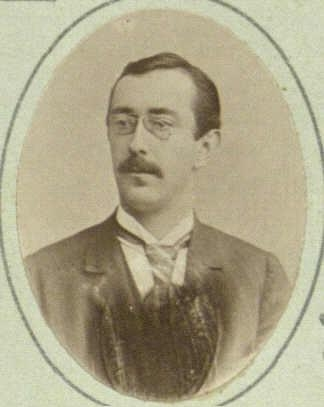
Jaroslav Tkáč (1901)

Jaroslav Tkáč (eingedeutscht Jaroslaus Tkatsch, * 1. August 1871 in Rudolfswert; † 4. November 1927 in Wien) war ein österreichischer Klassischer Philologe und Arabist.
Jaroslav Tkáč, der Sohn des Gymnasialprofessors Ignaz Tkáč, wurde 1871 in Rudolfswert (heute Novo mesto, Slowenien) geboren. Er besuchte das Gymnasium in Hradisch (Mähren) und studierte anschließend Klassische Philologie an der Universität Wien, wo er am 18. März 1898 mit der Arbeit De poeticae Aristoteleae codicibus antiquissimis et Arabica versione antiquissima sub auspiciis Imperatoris promoviert wurde. Anschließend arbeitete er als Gymnasiallehrer und Bibliothekar in Wien, zunächst als provisorischer Lehrer am Karl Ludwig-Gymnasium, ab 1902 als Oberlehrer (später Gymnasialprofessor) am Sophien-Gymnasium. 1920 habilitierte er sich an der Universität Wien für das Fach arabische Philologie. Er starb am 4. November 1927 infolge eines Schlaganfalles.
In seiner Forschungsarbeit beschäftigte sich Tkáč besonders mit der handschriftlichen Überlieferung der Schriften des Philosophen Aristoteles und deren arabischen Übersetzungen. Für Paulys Realencyclopädie der classischen Altertumswissenschaft verfasste er hunderte Artikel zu topographischen Themen. Sein Lebenswerk, die zweibändige Monografie Die arabische Übersetzung der Poetik des Aristoteles und die Grundlage der Kritik des griechischen Textes, konnte er selbst nicht mehr fertigstellen. Der erste Band erschien kurz nach seinem Tod 1928, der zweite Band 1932. Die Drucklegung hatten der Münchner Altphilologe Alfred Gudeman in Verbindung mit Bernhard Rehm und Theodor Seif besorgt. Der Splitternachlass befindet sich heute im Archiv der Österreichischen Akademie der Wissenschaften. Er enthält das Werkmanuskript (1 Mappe) und eine Sammlung von Unterlagen zu Arabien.